# Kampung Jawa (Idi Rayeuk)
Kampung Jawa is een bestuurslaag in het regentschap Aceh Timur van de provincie Atjeh, Indonesië. Kampung Jawa telt 3819 inwoners (volkstelling 2010).